# Club León Balonmano
Club León Balonmano, kurz: CLEBA, ist ein spanischer Frauen-Handballverein aus León. Er tritt unter dem Sponsorennamen Rodríguez CLEBA an.

## Geschichte
Der Verein entstand im Jahr 1996 als Zusammenschluss der beiden Vereine Deleba und Atlético León, die in der Primera Nacional spielten.
Zur Saison 1998/1999 gelang der Aufstieg in die División de Honor (auch: Liga ABF), Spaniens höchste Spielklasse. Nach der Saison 2002/2003 stieg der Verein aus der ersten Liga ab, kehrte aber schon ein Jahr später wieder zurück. Von der Saison 2004/2005 bis zur Saison 2016/2017 war der Verein in der ersten Liga aktiv, seit 2017 in der División de Honor Plata bzw. División de Honor Oro.

## Erfolge
Zwei Mal gelang dem Team der Gewinn der Copa ABF. Zu den Erfolgen zählt auch der Aufstieg in die erste Liga in den Jahren 1998 und 2002.

## Spielstätte
Heimspielstätte des Vereins ist der Palacio de los Deportes de León.

## Spielerinnen
Zu den bekannten Spielerinnen, die beim Verein aktiv waren, zählen Deonise Cavaleiro, Fabiana Diniz und María Prieto O’Mullony.